# Parroquia Pedro Carbo
La Parroquia Pedro Carbo es un distrito de Guayaquil y una parroquia urbana del cantón de Guayaquil en la provincia ecuatoriana de Guayas. El área es de alrededor de 66 hectáreas. La población era de 4035 en 2010.

## Historia
La Parroquia Pedro Carbo, ubicada en el corazón de Guayaquil, es una de las parroquias urbanas más emblemáticas y representativas de la ciudad. Su nombre honra a Pedro Carbo Noboa, un ilustre guayaquileño, abogado, político y periodista que defendió fervientemente los derechos y libertades de los ciudadanos durante el siglo XIX. Fundada en la zona donde la ciudad de Guayaquil comenzó a extenderse hacia el norte y el sur, la parroquia ha sido testigo de la evolución histórica de la urbe.
Durante muchos años, la parroquia Pedro Carbo estuvo marcada por problemas de delincuencia y deterioro urbano. Sin embargo, la regeneración urbana, impulsada en las últimas décadas, ha transformado profundamente este sector. Proyectos como la construcción de escalinatas, un faro y una capilla en la cima del Cerro Santa Ana, junto con la regeneración del Malecón 2000, han revitalizado la parroquia, convirtiéndola en un importante atractivo turístico y un símbolo de la modernización de Guayaquil.

## Límites
La parroquia Pedro Carbo está delimitada al norte por las cumbres de los cerros Santa Ana y del Carmen, al sur por la Avenida Nueve de Octubre, al este por el río Guayas y al oeste por la calle Boyacá. Estos límites abarcan una zona de gran diversidad, que incluye áreas históricas, comerciales y residenciales. La combinación de su ubicación estratégica y su rica historia la convierten en un punto central en el desarrollo urbano de Guayaquil.

## Electores
El número de electores en el área urbana de Guayaquil ha disminuido, según los registros del CNE. La parroquia urbana Parroquia Pedro Carbo ha perdido votantes entre 2017 y 2023. En 2017, la parroquia contaba con 38.323 electores, pero para 2023, ese número se redujo a 28.823, lo que representa una disminución del 24,8%.

## Población
Según datos preliminares del censo realizado en 2001 por el Instituto Nacional de Estadísticas y Censos (INEC), la parroquia Pedro Carbo contaba con 13,462 habitantes. La zona incluye 6,078 predios urbanos y 4,192 viviendas, lo que refleja una densidad poblacional significativa en comparación con otras parroquias urbanas de Guayaquil. En los últimos años, el proceso de regeneración urbana ha mejorado la calidad de vida de los residentes, muchos de los cuales han comenzado a establecer negocios en el sector turístico en auge.

## Lugares de Interés

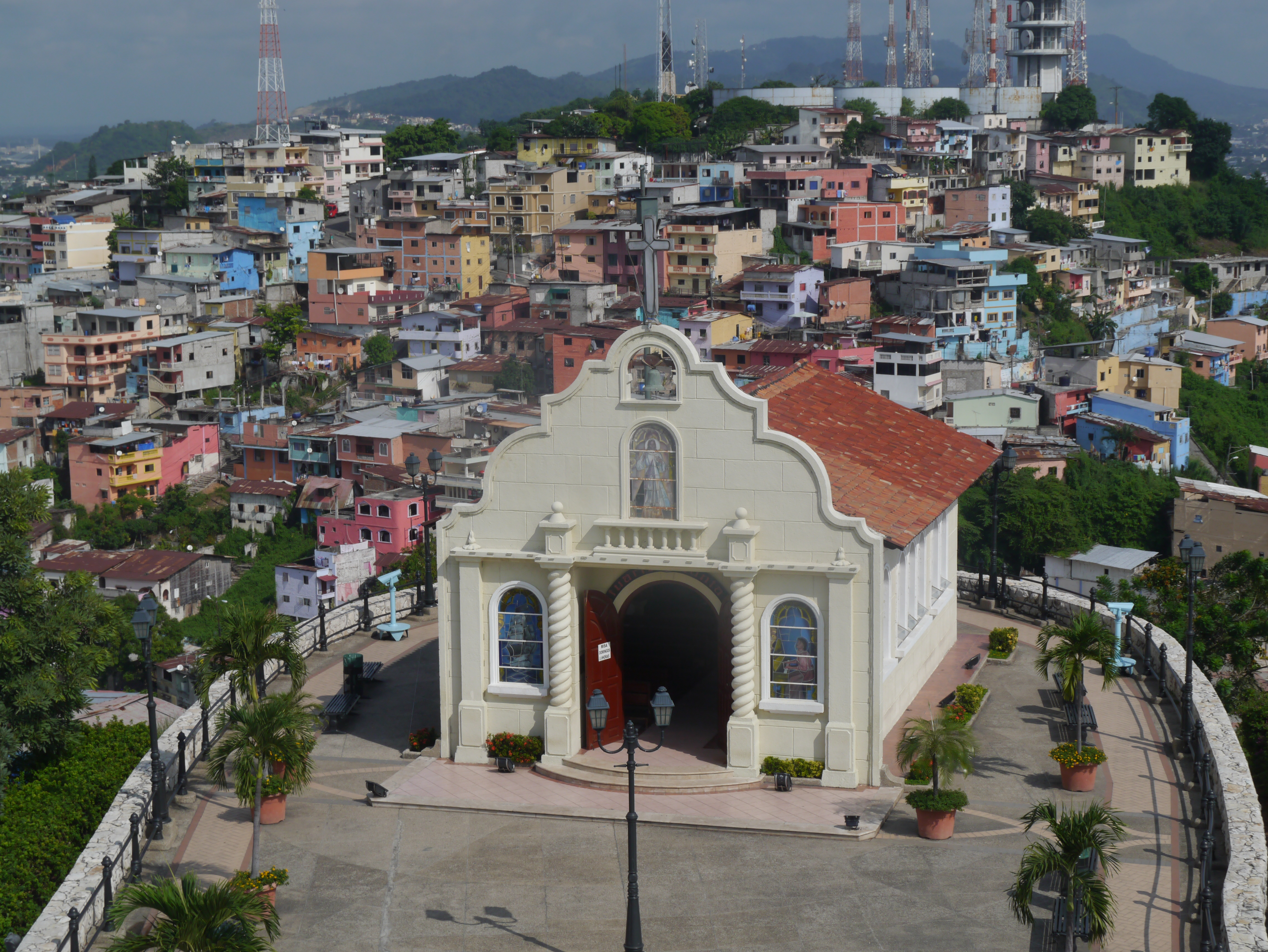
Capilla Santa Ana desde el Faro

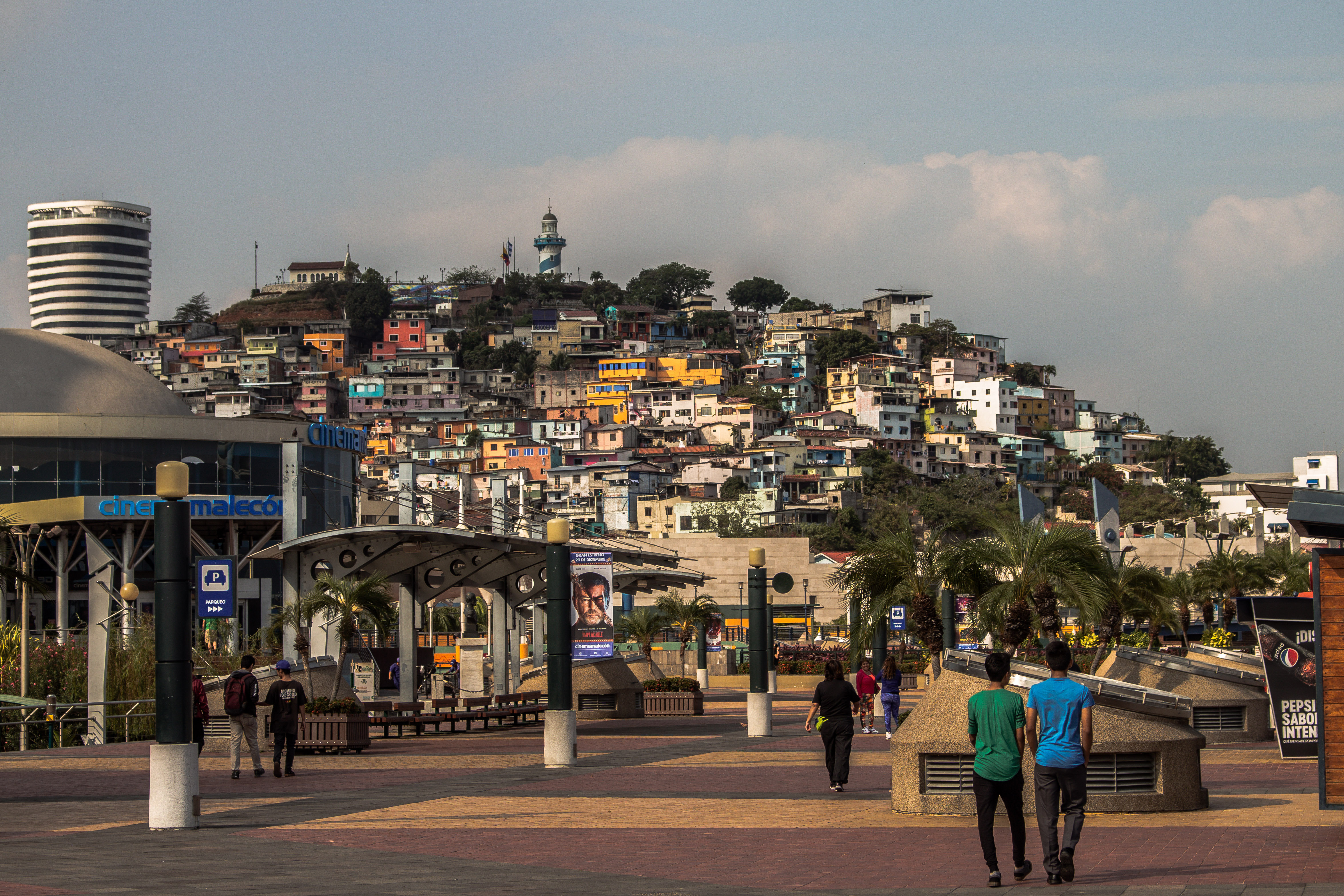
Vista del cerro Santa Ana desde el malecón

La Parroquia Pedro Carbo es rica en historia y cultura, con una variedad de lugares de interés que atraen tanto a turistas como a residentes. Uno de los sitios más destacados es el Malecón 2000, una obra de regeneración urbana que ha transformado el antiguo malecón en un paseo moderno y atractivo a orillas del río Guayas.
En la parroquia se encuentran también importantes instituciones educativas y de salud, como los hospitales Luis Vernaza y Alfredo Valenzuela (LEA), así como la Escuela Politécnica del Litoral y colegios de renombre como San José La Salle y María Auxiliadora. Además, la parroquia alberga varias instituciones financieras, entre las cuales se destacan el Banco Central, Filanbanco, Banco del Pacífico, Bolivariano y Guayaquil.
Los cerros Santa Ana y del Carmen, que dominan el paisaje de la parroquia, son sitios de gran valor histórico y cultural. Las escalinatas que conducen a la cima del Cerro Santa Ana, adornadas con coloridas casas, restaurantes y cafés, han revitalizado el área y se han convertido en uno de los principales atractivos turísticos de la ciudad. En la cima, los visitantes pueden encontrar un faro de aproximadamente 18 metros de altura y una capilla, ambos símbolos del renacimiento de la parroquia.
El barrio Las Peñas, situado en la parroquia, es otro punto de interés importante. Este tradicional barrio, que ha sido objeto de trabajos de regeneración urbana, es uno de los más antiguos de Guayaquil y conserva el encanto de sus calles empedradas y casas de madera, muchas de ellas convertidas en galerías de arte y museos.
Además, la parroquia cuenta con templos religiosos de gran importancia, como la Basílica de la Merced y la iglesia de Santo Domingo, que forman parte de la rica tradición religiosa de la ciudad. También alberga otras instituciones de relevancia, como la Sociedad de Beneficencia de Señoras, el Centro Ecuatoriano Norteamericano, el Club de Leones Guayaquil Rocafuerte y el Mercado Artesanal, un lugar donde los visitantes pueden adquirir productos tradicionales ecuatorianos.